# Harper
Harper er en by i det sydlige Liberia, beliggende på landets atlanterhavskyst og tæt ved grænsen til nabolandet Elfenbenskysten. Byen har et indbyggertal på cirka 30.000.